# British Columbia Lions
British Columbia Lions,  ou simplesmente BC Lions, é uma equipe profissional de futebol americano do Canadá, participante da Divisão Oeste daCanadian Football League (Liga canadense de futebol americano) da cidade de Vancouver, British Columbia.
Foi fundado em 1954 e já ganhou seis Grey Cups (o Super Bowl Canadense) nos anos: 1964, 1985, 1994, 2000, 2006 e 2011). Seu estádio é o BC Place